# Wodzin (Wodzin Prywatny)
Wodzin (dawn. Wodzyn) – część wsi Wodzin Prywatny w Polsce, położona w województwie łódzkim, w powiecie łódzkim wschodnim, w gminie Tuszyn. Dawniej samodzielna miejscowość.
W latach 1975–1998 miejscowość administracyjnie należała do województwa piotrkowskiego.